# Berod bei Hachenburg
Berod bei Hachenburg település Németországban, Rajna-vidék-Pfalz tartományban. Lakosainak száma 614 fő (2023. december 31.).

## Népesség
A település népességének változása:
| Lakosok száma | 619  | 578  | 559  | 580  | 561  | 598  | 614  |
|               | 1975 | 2014 | 2017 | 2019 | 2021 | 2022 | 2023 |